# Mary King
Pour les articles homonymes, voir King.
Mary King, née le 8 juin 1961 à Newark-on-Trent  est une cavalière de concours complet d'équitation.
Elle est médaillée d'argent aux Jeux olympiques d'été de 2004 et de 2012 à Londres par équipe, médaillée de bronze aux Jeux olympiques d'été de 2008.